# Euseius natalensis
Euseius natalensis är en spindeldjursart som först beskrevs av van der Merwe 1965.  Euseius natalensis ingår i släktet Euseius och familjen Phytoseiidae. Inga underarter finns listade i Catalogue of Life.